# Pont de l'Oued Sebou

Le pont de l'oued Sebou, est un pont historique construit entre 1669 et 1670 par le sultan alaouite Rachid ben Chérif. Il se situe sur l'oued Sebou, près de la ville de Fès, au Maroc.

## Histoire
Le pont a été construit par le sultan alaouite Rachid ben Chérif entre 1669 et 1670. 

## Architecture
Il s'agit d'un pont à huit arches inégales d'une longueur de 150 mètres, construit en pisé sur le Sebou. Le pont a une importance stratégique car il relie et facilite les communications de Fès jusqu'au nord du pays, et résiste également aux crues du fleuve. Son architecture a attiré l'attention des chroniqueurs qui n'ont pas hésité à le comparer au pont arabe de Cordoue.

### Sources bibliographiques
1. 1 2  Ben Ahmed Ezziâni 1886, p. 21
2. ↑  Gaudio 1982, p. 28.